# Puente Davtashen
El puente Davtashen (en armenio: Դավթաշենի կամուրջ) es un puente para el tráfico que cruza a través del río Hrazdan en Ereván, Armenia. Conecta la calle Vaghrshyan del distrito Arabkir con la calle sasna Tzrer de ldistrito Davtashen, dentro de la ciudad capital. El proceso de construcción se inició durante la década de 1970 por parte del gobierno soviético, pero fue abandonado poco después. Sólo en  1996 se completaría la construcción del puente.
El puente fue diseñado por el arquitecto georgiano Rafael Israelyan.